# Dufauxia thomasi
Dufauxia thomasi är en skalbaggsart som beskrevs av Martins och Maria Helena M. Galileo 2007. Dufauxia thomasi ingår i släktet Dufauxia och familjen långhorningar. Inga underarter finns listade i Catalogue of Life.